# 有馬律雄
有馬 律雄（ありま りつお）はショッププロデューサー、株式会社ライデンシャフト主宰。鹿児島県出身。趣味はサッカーと世界遺産巡り。

## 来歴
法政大学経済学部卒業。株式会社セガにて新業態施設の開発を担当。「タミヤ プラモデルファクトリー」を企画、プロデュースする。
2009年、株式会社セプテーニホールディングスが開催する「商人輩出プロジェクト2009」にて、グランプリを受賞。 同年独立し、株式会社ライデンシャフトを設立。
2009年9月、模型制作のできるアトリエを併設した新業態施設「模型ファクトリー」を新宿マルイ アネックスに展開。
2011年3月、東急ハンズ梅田店にて、理化学サイエンスやものづくりの楽しさを伝えるコーナー「WORK UP LABO」を展開。

## 主な仕事
- タミヤ プラモデルファクトリー
- 新宿マルイ アネックス　「模型ファクトリー」
- 東急ハンズ梅田店「WORK UP LABO」
- 東急ハンズ博多店「Geopedia」